# Günther Ziessler
Günther Ziessler (* 29. Februar 1924 in Würzburg; † 24. Januar 2001 in Zürich) war ein deutscher Schauspieler.

## Leben
Nach seiner künstlerischen Ausbildung an der Schauspielschule der Städtischen Bühnen München hatte Günther Ziessler dort in der Spielzeit 1947/48 sein erstes Engagement. Weitere Stationen seiner Bühnenlaufbahn waren in den nächsten knapp zehn Jahren das Lessingtheater in Nürnberg, das Landestheater Tübingen, das Fritz Rémond Theater in Frankfurt am Main und die Städtischen Bühnen Dortmund. Von 1957 bis 1960 war Ziessler an den Städtischen Bühnen Münster engagiert, daran schloss sich von 1960 bis 1965 eine Verpflichtung an die Städtischen Bühnen Essen an. Anschließend spielte er noch gastweise am Schauspielhaus Düsseldorf und den Württembergischen Staatstheatern Stuttgart, um danach seinen Lebensmittelpunkt in die Schweiz zu verlegen.
Von 1967 bis 1971 stand Ziessler auf der Bühne des Theater Neumarkt Zürich, danach trat er mit Gastverträgen am Theater Basel auf, bevor er 1988 noch einmal nach Zürich zurückkehrte. Am Neumarkt spielte er König Ignaz in Yvonne, die Burgunderprinzessin von Witold Gombrowicz oder die Rolle des Balicke in Bertolt Brechts Drama Trommeln in der Nacht. In Basel war Ziessler neben vielen anderen Rollen Pastor Kahlbauch in Frühlings Erwachen von Frank Wedekind (Regie: Niels-Peter Rudolph) und der Propst in Herr Puntila und sein Knecht Matti von Brecht. In Tournee-Inszenierungen sah man Ziessler unter anderem als Konsul Werle in Henrik Ibsens Wildente und als Justizminister Diego in der Komödie Die Ehe des Herrn Mississippi von Friedrich Dürrenmatt. Daneben unterrichtete er an der Schauspiel-Akademie Zürich.
Vergleichsweise selten arbeitete Ziessler vor der Kamera. Er war bis Ende der 1980er-Jahre gelegentlich als Gastdarsteller in verschiedenen Fernsehspielen und -serien zu sehen. In dem 1967 ausgestrahlten Fernsehspiel Flucht über die Ostsee verkörperte er die Figur des Marineoffiziers August Thiele.     

## Filmografie
- 1956: Das Horoskop der Familie Hesselbach
- 1966: Offiziersbankett
- 1966: Der Nachtkurier meldet … – Pockenalarm
- 1966: Im Jahre Neun
- 1967: Flucht über die Ostsee
- 1967: Die seltsamen Methoden des Franz Josef Wanninger – Diener gesucht
- 1969: Der Staudamm (Fernsehserie, zwei Folgen)
- 1969: Der Gerechte
- 1970: Die Bestattung des Oskar Lieberherr
- 1971: Fünfundsechzig
- 1972: Frau Brückl muß sich umstellen
- 1974: Unter Ausschluß der Öffentlichkeit – Kindesaussetzung
- 1979: Die Farbe des Himmels
- 1983: Landluft (Fernsehserie, eine Folge)
- 1988: Land der Väter, Land der Söhne

## Hörspiele
- 1952: Fritz Meingast: Das Opfer des Friedrich List – Regie: Arthur Georg Richter – SWF
- 1954: Stefan Zweig: Das Lamm der Armen – Regie: Fränze Roloff – HR
- 1983: Alphonse Daudet: Tartarin bezwingt die Schweizer Alpen (Teil 1) – Regie: Walter Baumgartner – DRS

(Quellen: ARD-Hörspieldatenbank und HörDat, die Hörspieldatenbank)